# Pável Cherenkov
Pável Alekséyevich Cherenkov (en ruso: Па́вел Алексе́евич Черенко́в 1904-1990) fue un físico soviético de gran reputación y que recibió el Premio Nobel de Física en 1958. Sus estudios dieron una visión sobre la energía y la materia que ayudó a investigadores posteriores a hacer grandes descubrimientos.

## Biografía
Nació en el selo ruso de Nоvаya Chiglá, situado en el óblast de Vorónezh. Licenciado en física y matemáticas en la Universidad de Vorónezh en 1928, en 1930 entró a formar parte como investigador del Instituto de Física Lébedev, uno de los más prestigiosos de la Academia de Ciencias de Rusia (ACR) y por ende de la Unión Soviética. Murió el 6 de enero de 1990 en su residencia de Moscú.

## Descubrimientos científicos
Bajo las órdenes del físico Serguéi Vavílov observaron la emisión de luz azul de una botella de agua sometida a un bombardeo radiactivo. Este fenómeno, asociado a las partículas atómicas cargadas que se movían a velocidades próximas a la velocidad de la luz, resultó ser muy importante en el trabajo experimental sobre física nuclear y el estudio de los rayos cósmicos, lo que se llama radiación de Cherenkov. En 1953 se convirtió en profesor de física experimental del Instituto, donde dirigió el laboratorio de Lébedev en investigaciones sobre aceleradores de partículas, el fotón y los mesones.
En 1958 fue galardonado con el Premio Nobel de Física, junto con los físicos soviéticos Iliá Frank e Ígor Tamm, por el descubrimiento y la interpretación de la radiación de Cherenkov. Este mismo año Borís Pasternak fue galardonado con el Premio Nobel de Literatura.